# 鄂尔泰
鄂爾泰（穆麟德轉寫：ortai；1677年—1745年），字毅庵、毅斋，西林觉罗氏，满洲镶蓝旗人，清朝官員，科举出身。官至保和殿大学士兼军机大臣、太傅。

## 生平
康熙十六年（1677年）出生，康熙三十八年（1699年）中举人（时隶镶蓝旗满洲吴达立佐领下，载《钦定八旗通志：文举》），康熙四十二年襲镶蓝旗满洲第二參领第十世管佐領，授三等侍卫，康熙五十五年任內務府員外郎。康熙末与田文镜、李卫並为雍亲王（雍正帝）心腹。
雍正元年（1723年），出任云南乡试副主考，提升为江苏布政使。雍正三年（1725年），拜广西巡抚，改封为云南巡抚，兼管云南、贵州、广西三省。雍正四年至九年任云贵总督，兼辖广西，在雲南積極推行改土归流（时镶黄旗汉军郝玉麟任云南提督）。雍正四年（1726年）上疏「雲貴大患，無如苗蠻，欲安民，必制夷，欲制夷，必改土歸流」，七年設官府，置流官，駐軍隊，鞏固了西南邊疆。与田文镜、李卫并称为「模范总督」。雍正十年（1732年），任保和殿大学士兼兵部尚书，辦理軍機事務。雍正十三年，以军功晋封一等伯，后降三等伯（载《钦定八旗通志：异姓封爵》卷274）。雍正崩於深夜，鄂尔泰適巧為值班軍機大臣，最先探視雍正遺體並安排入殮，且受遗旨与张廷玉辅政，也是當時漢人民間謠傳，雍正被漢人俠女呂四娘斷頭的最早目擊証人，據此頗有歷史關鍵地位。
乾隆朝鄂尔泰出任总理事务大臣，兼任军机大臣，乾隆十年任领侍卫内大臣，国史馆、三礼馆、玉牒馆总裁，兼属镶黄旗满洲都统，赐号襄勤伯，加至太保。乾隆三年，高宗欲仿古制行“三老五更”之礼，为此向鄂尔泰及张廷玉咨询。鄂尔泰倾向于赞成，而张廷玉则断以为不可。四十年以后，乾隆见张廷玉所作的《三老五更议》时，仍然感触颇深，指责鄂尔泰“因好虚荣，近于骄者”。乾隆十年（1745年）以病解职。同年三月乾隆親往鄂爾泰住所視疾，加為太傅。不久病卒，谥文端，御制《大学士鄂尔泰碑文》（翰林張映斗恭撰，与鄂尔泰子鄂容安进士同榜），配享太庙。
鄂尔泰死後，乾隆二十年三月，爆發胡中藻案，四月，鄂尔泰的得意門生胡中藻被斬殺，已故大学士鄂尔泰被撤出贤良祠，不准入祀。鄂爾泰之侄鄂昌被賜自盡。
雍正五年（1727年），奉命修《八旗通志初集》，凡250卷，任总裁官。参与编写《八旗满洲氏族通谱》（乾隆九年（1744年）刊本）。参与纂修《日讲礼记解义》（康熙、乾隆帝御制序，乾隆十四年（1749年）武英殿刻本）。参与恭注《御制圆明园图咏》（参与恭注者有张廷玉、汪由敦、梁诗正、钱陈群、观保等）。在云贵总督任上，督修《雲南通志》30卷、《贵州通志》46卷。著有《文蔚堂诗集》八卷（子鄂弼钞录，张廷玉序）、《西林遗稿》六卷（大学士阿桂序，载《钦定八旗通志：艺文志》）。诗歌载沈德潜《 國朝詩别裁集》卷18。为镶黄旗满洲顧八代辑《敬一堂诗钞》。
其子鄂容安撰《襄勤伯鄂文端公年谱》。
家族世袭镶蓝旗满洲第二㕘领第八、九、十世管佐领（载《钦定八旗通志》）。

## 軼事
- 鄂爾泰名言：「大事不可糊塗，小事不可不糊塗，若小事不糊塗，則大事必至糊塗矣。」張廷玉聞後稱讚此言「最有味，宜靜思之」。

- 鄂爾泰時任內務府員外郎時，曾拒絕了以皇子身份向鄂爾泰請託的雍正，此舉不但沒有得罪雍正，反而得到了雍正的賞識。

- 雍正三年（1725年）冬，鄂爾泰即將前往雲南任職，雍正得知其身體不適，命令他乘坐雍正的御輿前往赴任，之後鄂爾泰恢復了健康，雍正高興的在鄂爾泰的奏折上批示說：「朕與卿一種君臣相得之情，並不比泛泛乃無量劫善緣之所致。」雍正五十大壽，因鄂爾泰時任雲貴總督未能出席，雍正特地挑選了宴會中的食物，快馬加鞭運往雲南給鄂爾泰。

## 评价
雍正最欣賞李衛、鄂爾泰、田文鏡三人，當面告訴尹繼善，謂當學此三人。尹繼善奏曰：“李衛，臣學其勇，不學其粗；田文鏡，臣學其勤，不學其刻；鄂爾泰，宜學處多，然臣亦不學其愎。”雍正不以為忤。乾隆嘗謂：“我朝百餘年來，滿洲科目中，惟鄂爾泰與尹繼善為真知學者。”

## 家庭
- 高祖：屯太（又屯泰、屯台），首任镶蓝旗满洲第二㕘领第八世管佐领（系国初以汪秦地方来归人丁编立，载《钦定八旗通志》）。据《八旗滿洲氏族通譜》卷17，“屯台，鑲藍旗人，世居汪秦地方，號西林覺羅氏，土風淳厚，族姓繁衍，國初率族屬來歸。……生二子，長子圖捫，襲父職，屢從五大臣征伐有功”。
- 曾祖：圖捫（又图门），袭世管佐领，阵亡，授世袭骑都尉，雍正三年入祭昭忠寺（载《钦定八旗通志：忠义传》卷209）。
  - 胞弟穆成，袭世管佐领。其子南达海，孙儿达赖，曾孙䕶军㕘领达海，均递袭世管佐领。
- 祖父：图彦突（又图彦图），袭世管佐领、参领、户部郎中，袭骑都尉。祖母達佳氏。
- 父亲：鄂拜，曾任国子祭酒。母齊馬里氏。
  - 胞兄吴拜，袭世管佐领。其子吴达礼，袭世管佐领。后由鄂尔泰袭此世管佐领。
  - 胞兄苏拜，袭世管佐领。其子苏海，孙儿苏成阿，曾孙苏克敦，元孙国兴阿，均递袭世管佐领（载《钦定八旗通志》）。
- 胞兄弟：
  - 圖拜，授三等輕車都尉。
  - 鄂善。其：
    - 子鄂昌，雍正甲辰科举人，甘肃巡抚；孙儿鄂碩；曾孙女词人西林覺羅氏鄂春（又顧太清），嫁多羅貝勒奕繪，其子宗室載釗娶博爾濟吉特氏秀塘（父正蓝旗满洲、道光癸未科進士成山，胞叔嘉慶元年（1796年）丙辰科进士鄂山）。
    - 女西林覺羅氏，继配嫁镶黄旗满洲、雍正元年(1723)癸卯恩科進士文端公章佳氏尹繼善。

  - 臨泰。妻赫舍里氏。其子雍正八年進士鄂樂舜。女西林覺羅氏，嫡福晋嫁正蓝旗、寧良郡王弘晈。
  - 鄂禮。养子鄂實（生父鄂尔泰）。
  - 鄂爾奇，康熙五十一年（1712年）壬辰科進士，袭其兄鄂尔泰世管佐领。妻木氏。其子鄂倫，妻納蘭氏（父正黄旗满洲、甘肅提督恭勤公瞻岱，曾祖头等侍卫、词人纳兰性德）。女西林覺羅氏嫁侍郎鈕祜祿氏書山（父康熙五十四年（1715年）乙未科進士德齡 (康熙進士)）。
  - 鄂賚。

### 妻
- 原配夫人，瓜尔佳氏。康熙五十年，生長女，夫人早逝。
- 续娶夫人，喜塔腊氏（父镶蓝旗满洲、大学士兼吏部尚书迈柱）。康熙五十一年成婚，称迈夫人。鄂尔泰与迈夫人感情甚笃，相敬如宾，不娶妾媵，除长女外，其他子女皆迈夫人所出。

### 子女
- 长女：原配夫人瓜尔佳氏所出，早夭。
- 长子鄂容安，雍正十一年（1733年）癸丑科进士，乾隆十二年袭其父三等伯，乾隆十八年至二十年任兩江總督；乾隆二十年（1756），阵亡，位列“紫光閣五十功臣”之一（见紫光閣功臣像）。娶镶白旗滿洲訥殷富察氏，其父博尔多曾是雍正舊邸之人。同族有孝哲毅皇后祖母富察氏，即赛尚阿之妻。
- 次子果壮公鄂实（养父胞叔鄂禮），头等侍卫、满洲镶蓝旗副都统兼管健锐营，阵亡于大小和卓之亂黑水营之围，授骑都尉又一云骑尉世职，谥果壮，入祀昭忠祠，图形紫光阁（见紫光閣功臣像）。原配佟佳氏（父鑲黃旗滿洲、江南提督補熙），佟佳氏不久去世。继配高佳氏（父镶黄旗满洲、大学士高斌；嫡堂姊高佳氏系正蓝旗汉军吉惠 (道光进士)的高祖母，吉惠 (道光进士)的继母郝氏系镶黄旗汉军、吏部尚书兼两江总督郝玉麟曾孙女；鄂爾泰任云贵总督时，郝玉麟时任云南提督）。
- 三子鄂弼，官至西安将军，娶鑲黃旗滿洲瓜爾佳氏，领侍卫内大臣信勇公哈达哈之女。其女，嫡福晉嫁榮純親王永琪，即乾隆帝第五子。
- 次女：续娶夫人喜塔腊氏所出，適正黃旗滿洲、雍正十一年（1733年）癸丑科进士赫舍里氏肇敏（父工部尚書赫奕，祖父礼部尚书帅颜保）。
- 四子鄂宁，任云贵总督。妻烏雅氏（父正黃旗滿洲、礼部尚书海望，堂兄一等武毅谋勇公兆惠；胞姊烏雅氏，嫡福晉嫁諴恪親王允祕即康熙帝第二十四子；胞姊烏雅氏，继福晉嫁恭勤貝勒胤祜即康熙帝第二十二子）。
- 五子鄂圻（字怡雲），工部侍郎，有《清虚斋集》。娶镶红旗、庄亲王允禄之五女鄉君。
- 六子鄂谟，娶迈柱之孙女。

## 世爵承襲
|                               |                       |                       |                       |                       |                       |  |  | 三等襄勤伯 鄂爾泰始封   |                       |                       |                       |                       |                       |  |  |  |  |  |  |  |  |  |  |  |  |  |  |  |  |  |  |  |  |  |  |
|                               |                       |                       |                       |                       |                       |  |  |                         |                       |                       |                       |                       |                       |  |  |  |  |  |  |  |  |  |  |  |  |  |  |  |  |  |  |  |  |  |  |
|                               |                       |                       |                       |                       |                       |  |  | 三等襄勤伯 鄂容安一次襲 |                       |                       |                       |                       |                       |  |  |  |  |  |  |  |  |  |  |  |  |  |  |  |  |  |  |  |  |  |  |
|                               |                       |                       |                       |                       |                       |  |  |                         |                       |                       |                       |                       |                       |  |  |  |  |  |  |  |  |  |  |  |  |  |  |  |  |  |  |  |  |  |  |
|                               |                       |                       |                       |                       |                       |  |  |                         |                       |                       |                       |                       |                       |  |  |  |  |  |  |  |  |  |  |  |  |  |  |  |  |  |  |  |  |  |  |
| 三等襄勤伯 鄂岳三次襲         | 三等襄勤伯 鄂岳三次襲 | 三等襄勤伯 鄂岳三次襲 | 三等襄勤伯 鄂岳三次襲 | 三等襄勤伯 鄂岳三次襲 | 三等襄勤伯 鄂岳三次襲 |  |  | 三等襄勤伯 鄂津二次襲   | 三等襄勤伯 鄂津二次襲 | 三等襄勤伯 鄂津二次襲 | 三等襄勤伯 鄂津二次襲 | 三等襄勤伯 鄂津二次襲 | 三等襄勤伯 鄂津二次襲 |  |  |  |  |  |  |  |  |  |  |  |  |  |  |  |  |  |  |  |  |  |  |
| 三等襄勤伯 鄂岳三次襲         | 三等襄勤伯 鄂岳三次襲 | 三等襄勤伯 鄂岳三次襲 | 三等襄勤伯 鄂岳三次襲 | 三等襄勤伯 鄂岳三次襲 | 三等襄勤伯 鄂岳三次襲 |  |  | 三等襄勤伯 鄂津二次襲   | 三等襄勤伯 鄂津二次襲 | 三等襄勤伯 鄂津二次襲 | 三等襄勤伯 鄂津二次襲 | 三等襄勤伯 鄂津二次襲 | 三等襄勤伯 鄂津二次襲 |  |  |  |  |  |  |  |  |  |  |  |  |  |  |  |  |  |  |  |  |  |  |
| 三等襄勤伯 保倫四次襲         |                       |                       |                       |                       |                       |  |  |                         |                       |                       |                       |                       |                       |  |  |  |  |  |  |  |  |  |  |  |  |  |  |  |  |  |  |  |  |  |  |
|                               |                       |                       |                       |                       |                       |  |  |                         |                       |                       |                       |                       |                       |  |  |  |  |  |  |  |  |  |  |  |  |  |  |  |  |  |  |  |  |  |  |
| 三等襄勤伯 福謙五次襲         |                       |                       |                       |                       |                       |  |  |                         |                       |                       |                       |                       |                       |  |  |  |  |  |  |  |  |  |  |  |  |  |  |  |  |  |  |  |  |  |  |
|                               |                       |                       |                       |                       |                       |  |  |                         |                       |                       |                       |                       |                       |  |  |  |  |  |  |  |  |  |  |  |  |  |  |  |  |  |  |  |  |  |  |
| 三等襄勤伯 兆玨（趙珏）六次襲 |                       |                       |                       |                       |                       |  |  |                         |                       |                       |                       |                       |                       |  |  |  |  |  |  |  |  |  |  |  |  |  |  |  |  |  |  |  |  |  |  |

## 延伸阅读
[在维基数据编辑]
 《清史稿·卷288》，出自趙爾巽《清史稿》
 在维基共享资源阅览影像

## 影視作品
1987年《滿清十三皇朝》 由 陳小龍 飾演
1994年《九王奪位》由 關偉倫 飾演
1998年《乾隆大帝》  由 鮑方 飾演
2009年《書劍恩仇錄》  由 安瑞雲 飾演